# 全国高等専門学校陸上競技選手権大会
全国高等専門学校陸上競技選手権大会は、高等専門学校（高専）の陸上競技の全国大会である。全国にある高等専門学校が持ち回りで主催し、各都道府県で行われている。

## 概要
8月の終わりの土日の2日間で行われている。予選会は都道府県ではなく、北海道、東北、関東信越、北陸、東海、近畿、四国、中国、九州沖縄のブロック毎に行われる。1年から3年生まではインターハイに出場する事も可能。男子18種目、女子11種目。600名前後が出場する。